# Стаценко, Светлана Адамовна
Светла́на Ада́мовна Стаце́нко — Заслуженный деятель культуры Республики Беларусь (2007), художественный руководитель Национального центра музыкального искусства им. В.Г. Мулявина, музыкальный руководитель телевизионного проекта «Я пою» (телеканал ОНТ), член комиссии Президентского фонда по поддержке талантливой молодёжи.

## Творческая карьера и биография
Окончила музыкальное отделение педагогического колледжа в г. Клинцы (Россия), затем музыкальное отделение минского пединститута. Работала учителем пения в школе.
В 1997 году основала и возглавила образцовую студию эстрадного пения студию «ЮМЭ’С» («Юные мастера эстрады») в городском Дворце культуры Мозыря и провела набор детей. Её подопечные принимали активное участие в музыкальных фестивалях и конкурсах; студия ежегодно гастролировала в Германии. В эту же студию, в возрасте 6 лет, привела и родную дочь Ксюшу Ситник, творческий успех которой, благодаря её заботливой матери, и врождённому яркому таланту, не заставил себя долго ждать. Ксюша успешно выступила на детском конкурсе песни «Евровидение» в ноябре 2005 года, и с песней «Мы вместе» стала победителем.
После яркой победы и успеха её дочери и воспитанницы Светлане Стаценко было предложено возглавить Национальный центр музыкальных искусств имени Мулявина — студию, задачей которой была подготовка юных талантов. Летом 2006 Светлана Стаценко, вместе с семьёй (супругом и детьми), переехала в Минск, где им была предоставлена квартира. В Минске она вышла на ещё более высокий уровень, набирает в возглавляемый ей центр одарённых детей и продолжает ещё более профессионально заниматься с Ксюшей. Воспитанники Стаценко выступают на концертах в городах Белоруссии, участвуют в благотворительных акциях.
22 марта 2007, на праздничной церемонии награждения лауреатов музыкальной радио-премии «Золотое ухо», получила награду-статуэтку «Золотое ухо», «За вклад в развитие отечественной культуры». Её воспитанники побеждали более чем на сорока международных музыкальных фестивалях в Германии, Польше, Словении, России, на Украине и в Белоруссии, в том числе «Приз зрительских симпатий» и Гран-при «Славянского Базара» в Витебске, серебро (Андрей Кунец) и золото (Ксения Ситник) «Детского Евровидения».

## Семья
- Бывший супруг — Михаил Ситник. Получил педагогическое образование, но по полученной специальности не работал. Занимается бизнесом.
- 2 дочери:

1. Анастасия Стаценко (род. 5 января 1988). В детстве так же занималась пением в студии у своей мамы. Одержала несколько побед на вокальных конкурсах. В 2006 году поступила в Институт современных знаний им. Широкова. В конце 2008 г. уехала в Америку на стажировку. В настоящее время живёт и учится в Нью-Йорке.
2. Ксения Ситник (род. 15 мая 1995). Победитель детского конкурса песни «Junior Eurovision», проходившего в городе Хасселт (Бельгия). Участвовала на многих конкурсах и везде занимала призовые места. В декабре 2005 года Ксения Ситник сыграла главную роль в новогоднем мюзикле «Звёздная ночь-2006». Телеведущая. Закончила Англо-Американский Университет (факультет международной журналистики) в городе Праге.